# 돈 카를로스 (희곡)

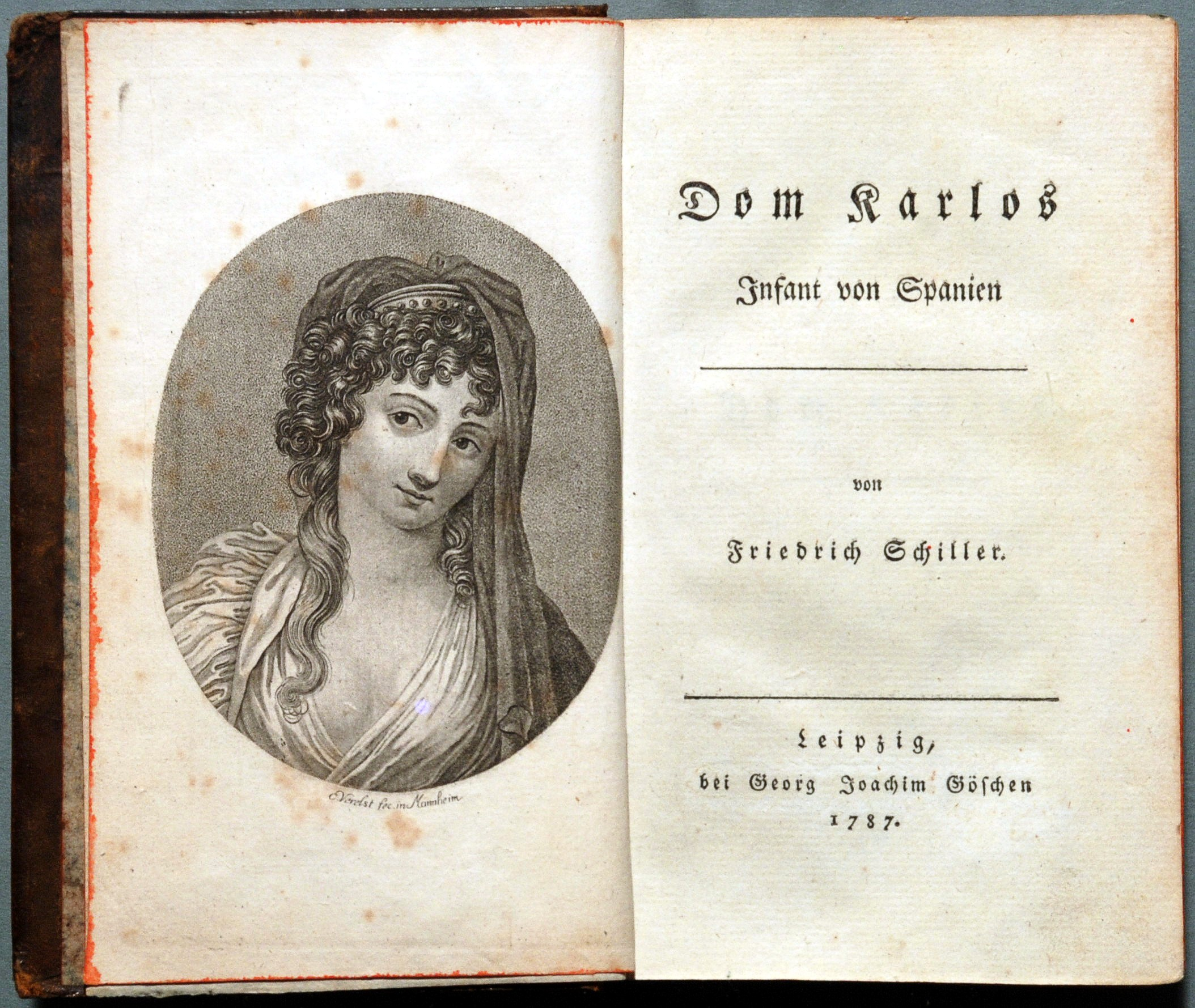

《돈 카를로스》(Don Carlos)는 독일 극작가 프리드리히 실러의 5막 비극이다. 스페인 왕세자 돈 카를로스의 실화를 바탕으로 한 작품이다. 전제정치는 인간을 강압적으로 다스려야 하는 열정의 노예로 간주한다. 그런 점에서 이 작품은 전제정치에 의한 인간 비하에 대한 고발이다.

## 배경
카를로스는 왕세자란 존귀한 신분이지만 외롭고 어려운 처지다. 일찍이 어머니를 잃고 아버지한테서도 살가운 정을 느끼지 못하면서 자란데다, 약혼녀 엘리자베트를 아버지에게 빼앗기는 아픔까지 겪는다. 그러나 카를로스틑 남몰래 엘리자베트를 사모하며 아버지와 대립한다. 이때 포사가 나타난다. 포사는 카를로스와 함께 어린 시절을 보냈으며, 카를로스가 늘 벗으로 만들고 싶어 했던 사람이다. 왕자는 포사에게 어려운 처지에 도움과 위안을 줄 수 있는, 마음이 통하는 진정한 벗이 되어 줄 것을 청한다.
포사는 원대한 이상을 품은 이상주의자다. 그는 자유와 인권이 보장되는 사회, 양심과 자유와 진실을 토대로 한 공정 정치 질서를 꿈꾼다. 스페인의 지배 아래 있는 네덜란드의 독립운동을 도움으로써 이상을 현실화하고자 한다. 그러나 절대왕정의 전제정치 아래서는 어려운 일이다. 그는 왕자에게 마음을 열고 그를 통해 이상을 실현하고자 한다.
펠리페 왕은 아들과 왕비 엘리자베트 사이를 의심하고 있다. 왕에게 인간으로서의 외로움과 괴로움을 동시에 안겨 주는 일이다. 왕자와 왕비 사이를 의심하다가 진실을 알아내기로 작정한 왕은 이 일을 맡길 만한 참신한 인물을 찾는다. 이때 포사가 눈에 띈다. 큰 공을 세우고도 대가를 바라지 않은 포사라면 사심 없이 공정하게 일을 맡아 할 수 있을 거라는 판단에서다. 포사를 직접 만나 그의 이상을 확인한 펠리페 왕은 그에게 인간적으로 매료된다. 왕은 포사에게 흉금을 털어놓으며 자신의 벗이 되어 줄 것을 청한다.
결국, 한 여인을 놓고 경쟁하던 부자가, 한 사람을 벗으로 삼기 위해 경쟁하게 된다.